# Рабинал Ачи
Рабинал Ачи — позоришна представа Маја написана на језику Кичи  и извођена сваке године у Рабиналу, Доњи Верапаз, Гватемала. Његово оригинално име значило је "Плес туна", инструмент познат и као дрвени бубањ. Ово је била једна од ретких преживелих предколонијалних представа. Одржавао се сваке године 25. јануара и укључивао је целу рабиналску заједницу. Комбинација покрета, песме и инструментације спојила је дело. Ова представа је била део Рабиналове историје вековима, а и данас је део културе. Прича о Рабиналу Ачију фокусира се на историјски спор између Рабинала и Кичеа, два суседна града. Разнобојне костиме и дрвене маске коришћене су за разликовање ликова док су играли своје улоге у песми-плес-драми.

## Порекло
Рабинал Ачи је била мајанска песма-плесна драма из петнаестог века која је користила шарене костиме и дрвене маске да би испричала причу о заједници и њеној историји кроз митове о пореклу, док се такође бавила популарним и политичким темама које су забрињавале становнике региона. Рабинал, изражен кроз маскирани плес, позориште и музику. Коришћени инструменти били су дрвени бубањ и две трубе или шампе . Током своје историје, различити инструменти су коришћени за стварање разних других ефеката као што су тикве за удараљке. Рабинал Ачи постоји од 1600-их и традиционално се изводи 25. јануара у част апостола Павла , заштитника Рабинала.

### Рано снимање
Иако је Рабинал Ачи постојао од 16. века, формално је забележен много касније. Оригиналну причу је написао анонимни аутор, али је француски свештеник Шарл-Етиен Брасур де Бурбур превео оригинални текст на француски из ахејске нарације коју му је дао брат Бартоло Сис 1856. године, иако није желео да објави овај текст још десет година. Бартоло Сис је преписао дијалог из драме шест година раније. Многи текстови су изгубљени из претколумбовске ере, након што је земља освојена и наметнута нова шпанска култура, али овај текст и даље остаје.

## Перформансе
Причу кроз песму и игру прича група ликова. Ови ликови су представљали различите заједнице и села Маја, а наратив је покривао различите теме као што су племство и дипломатија Маја, битке између различитих градова и свађа која се догодила између народа Рабиналеб и Киче.

### Завера
Радња Рабинала Ачија је прави сукоб који се одиграо између Рабиналеба и Кичеа. Главна радња представе објашњавала је да је Киче Ачи, принц од Кичеа, уништио четири града, који је потом покушао да киднапује Рабиналебову децу. Пошто се радило о тако тешком злочину, Киче је ухваћен, тада је Рабиналеб подсетио Кичеа на све његове подвиге, и лоше и добре. Кичеу је суђено и на крају је одлучено да га треба жртвовати. Сећао се своје родне земље, али се предао погубљењу, враћајући правду Рабиналу.
Док је глумачка екипа била велика, говорило је само пет ликова. Покрет за комад био је првенствено цикличан, представљајући циклус живота и смрти са којим се Киче Ачи суочавао током целе представе. Плесачи су се кретали у круг док су се два принца суочила један са другим у средини. Дијалог је такође поновљен да би се ова идеја овековечила. Извођаче су у простор за извођење позивали ударци у бубањ. Овај бубањ је свирао члан заједнице који је од малих ногу био обучен да свира на светом бубњу.

## Традиција и данасРабинал Ачи
Рабинал Ачи се и даље изводи сваке године 25. јануара у рабиналу. За овај догађај била су задужена локална братства, чији је део био Бартоло Сис. Ово је био начин да заједница остане у контакту са својим пореклом.
Рабинал Ачи наставља се и данас да се изводи једном годишње током прославе Светог Павла.
1955. године представа је изведена, а извођачи су морали да се уздржавају од полних радњи тридесет дана пре и после представе. Такође су прошли двадесетодневну духовну припрему и морали су да траже дозволу од богова Маја да наступе плесом и приношењем поклона. За ову продукцију, јагуаре и орлове представљао је по један извођач, за разлику од уобичајених тринаест.
Плесна драма Рабинал Ачи је 2005. године проглашена од стране УНЕСКО-а за једно од ремек-дела усмене и нематеријалне баштине човечанства.

## Рееференце
1. ↑  Akkeren 1999, стр. 281
2. ↑  Dennis Tedlock, Rabinal Achi, p. 200
3. ↑  van Akkeren, Ruud (2000). Place of the Lord's Daughter: Rabinal, its history, its dance-drama. Leiden University: Research School of Asian, African, and Amerindian Studies. стр. 320. ISBN 9057890453.
4. 1 2 3 4 5 6 7  Leinaweaver, Richard. „Rabinal Achi: Commentary”. Latin American Theatre Review.
5. 1 2  „Maya dance drama, the Rabinal Achí - Revue Magazine”. Revue Magazine (на језику: енглески). 2016-12-09. Архивирано из оригинала 2017-12-11. г. Приступљено 2017-12-11.
6. ↑  „El "Rabinal Achi"”. Espiritualidad Maya de Guatemala.
7. ↑  Leinawaver, Richard. „Rabinal Achi: Commentary”. Latin American Theatre Review.
8. 1 2  „La Danza Rabinal Achí”. Приступљено 2017-12-11.
9. ↑  Carson, Margaret (2008). Stages of conflict: a critical anthology of Latin American theater and performance. Ann Arbor, MI: University of Michigan Press.
10. 1 2  UNESCO page on the Rabinal Achí